# Взрывы коммуникационных устройств «Хезболлы»
Массовые взрывы коммуникационных устройств исламистской вооружённой организации «Хезболла» произошли 17 и 18 сентября 2024 года в Ливане и Сирии.
Первая волна взрывов началась 17 сентября около 15:30 EEST, когда по всему Ливану и в Дамаске (Сирия) одновременно взорвались тысячи карманных пейджеров, использовавшихся «Хезболлой».
В результате первой волны взрывов погибло не менее 16 человек: девять в Ливане и семь в Сирии. По разных данным, ранения получили от более 3000 до более 4000 человек. По данным саудовского телеканала «Аль-Хадат», более 500 членов «Хезболлы» лишились зрения. Взрывы затронули несколько важных объектов группировки, в том числе в пригороде Бейрута Дахия, на юге Ливана и в долине Бекаа. «Хезболла» назвала этот инцидент кибератакой и «крупнейшим нарушением безопасности организации», возложив ответственность на Израиль.
Вторая волна взрывов стартовала 18 сентября около 17:00 EEST, когда в ходе взрывов раций и радиоэлектронного оборудования погибли по меньшей мере 25 человек и более 700 получили ранения. Сообщалось также о взрывах другой электроники, в том числе, солнечных батарей.

## Предыстория
Через день после того, как 7 октября 2023 года исламистская вооружённая организация ХАМАС начала атаку на Израиль, поддерживаемая Ираном «Хезболла» присоединилась к конфликту в поддержку ХАМАС, обстреливая Израиль с территории Ливана. Это привело к началу обменов ударами на израильско-ливанской границе между «Хезболлой» и Израилем. Ранее в день взрыва служба безопасности Израиля «Шабак» объявила, что сорвала заговор «Хезболлы» по убийству бывшего высокопоставленного чиновника министерства обороны Израиля.
Члены «Хезболлы» использовали пейджеры и рации, а не мобильные телефоны, опасаясь слежки. Согласно расследованию газеты Washington Post, за 2 года до описываемых событий подставная фирма предложила «Хезболле» пейджеры Apollo, несколько крупнее и тяжелее обычных, но прочнее, устойчивее в полевых условиях и удобнее в зарядке. Глава фирмы ранее была представительницей тайваньской компании Apollo на Ближнем Востоке, а затем открыла собственную компанию, получив лицензию на продажу устройств под той же торговой маркой. Фирма называлась BAC Consulting и была зарегистрирована в Венгрии. «Хезболла» закупила у неё 5000 устройств, в которые оказался встроен заряд взрывчатки. В нужный момент на них поступало зашифрованное сообщение, для прочтения которого следовало нажать две кнопки, что требовало использования обеих рук. Таким образом, взрыв гарантированно повреждал обе руки пользователя. В статье говорится, что другая часть плана, внедрение заминированных раций, была приведена в действие ещё в 2015 году. Устройства «уоки-токи» были оснащены батареями увеличенного размера и передатчиком, открывавшим спецслужбам Израиля доступ к переговорам пользователей.
12 октября иранский оппозиционный канал Iran International опубликовал перевод интервью, которое дал государственному иранскому телевидению Масуд Асодалахи — бывший замглавы иранских сил Кудс (частей КСИР, действующих за пределами Ирана). Асодолахи заявил, что при переходе «Хезболлы» на связь с помощью пейджеров оказалось, что не хватает 3-4 тысяч устройств, чтобы обеспечить всех, кому они были положены. Опасаясь вызвать подозрения, «Хезболла» обратилась к иранской фирме, название которое не называется, и та закупила у представителя Apollo 5 тысяч пейджеров, из которых 3 тысячи были выданы пользователям. При этом проверку устройства не проходили. Однако через час канал Iran International опроверг сказанное Асодолахи.
Журналисты утверждают, что политическое руководство Израиля узнало о заминированных устройствах, внедренных в «Хезболлу», лишь 12 сентября 2024 года во время совещания с высокопоставленными военными, в связи с возрастанием риска обнаружения взрывных устройств «Хезболлой» и провала тщательно продуманной операции. Согласно статье, Нетаньяху одобрил приведение плана в действие.

## Взрывы

### Первая волна
17 сентября 2024 года около 15:30 по местному времени множество пейджеров связи по всей территории Ливана и в столице Сирии Дамаске неожиданно взорвались в результате скоординированной атаки на членов «Хезболлы», многие из которых были тяжело ранены.
Взрывы произошли в нескольких районах, где Хезболла имеет сильное присутствие, в том числе в пригороде Бейрута Дахия, на юге Ливана и в долине Бекаа, недалеко от сирийской границы; взрывы были зарегистрированы в городах Аали-эн-Нахри и Рияк. В Сирии взрывы пейджеров также были зарегистрированы в Дамаске и его окрестностях. Сообщалось, что взрывы продолжались в течение получаса после начала первых детонаций, усиливая возникший хаос.
По данным Министерства здравоохранения Ливана, подавляющее большинство тех, кто обратился в отделения неотложной помощи, были в гражданской одежде, и их принадлежность к «Хезболле» была неясна. Наиболее распространёнными последствиями взрывов были травмы лица и глаз, и, по словам Трейси Чамун, пейджеры издавали звук, побуждающий пользователей поднять устройства и поднести их к голове. В других отчётах говорится, что устройство вибрировало и отображало сообщение об ошибке на экране, и взрывалось только тогда, когда пользователь нажимал кнопку, чтобы сбросить ошибку, что увеличивало вероятность того, что оператор устройства будет держать его в руках.
Около 150 больниц приняли жертв атаки. Больницы на юге Ливана, в долине Бекаа и южных пригородах Бейрута были переполнены пациентами, многие из которых получили травмы лица, рук и талии. В ответ Министерство здравоохранения посоветовало лицам, имеющим пейджеры, избавиться от них и поручило больницам оставаться в состоянии «повышенной готовности». Оно также призвало работников здравоохранения явиться на работу и попросило их не использовать беспроводные устройства. Государственное Национальное информационное агентство Ливана обратилось с призывом сдавать кровь. Бригады скорой помощи были направлены из северных городов Триполи и Эль-Каламун для оказания помощи в Бейруте.
Атака произошла всего через день после того, как специальный посланник администрации Байдена Амос Хохштейн посетил Израиль и предостерег премьер-министра Биньямина Нетаньяху от провоцирования крупной эскалации в Ливане. Незадолго до взрывов министр обороны Израиля Йоав Галлант сообщил министру обороны США Ллойду Остину, что в Ливане планируется операция.

### Вторая волна
18 сентября 2024 года около 17:00 по местному времени произошла вторая волна взрывов, направленная на ручные рации. Взрывы были зарегистрированы в Бейруте, долине Бекаа и на юге Ливана. По крайней мере в двух домах взрывы вызвали пожары. Другие взрывы произошли в Бейруте на похоронах трёх членов Хезболлы и ребёнка, которые были убиты днем ранее во время первой волны атаки. Ливанская гражданская оборона заявила, что пожары произошли по крайней мере в 71 доме и магазине, включая магазин литиевых батарей в Мадждель-Селме, а также загорелось не менее 18 автомобилей и мотоциклов. Пожары были вызваны взрывами в различных местах по всей провинции Набатия.
Одно взломанное устройство было обнаружено внутри машины скорой помощи возле Медицинского центра Американского университета в Бейруте и нейтрализовано контролируемым взрывом ливанской армии. Ливанский Красный Крест направил 30 машин скорой помощи для транспортировки пострадавших в пострадавшие районы. Подрывы портативных раций были, в том числе, запечатлены на фото- и видеоматериалах из Ливана, распространявшихся в соцсетях, несмотря на требования «Хезболлы» прекратить подобные публикации.
Сообщается, что устройства, задействованные для взрывов — рация Icom IC-V82 VHF Walkie Talkie, производство которых было прекращено в 2014 году. Источник агентства Reuters в службе безопасности сообщил, что эти рации были приобретены «Хезболлой» пять месяцев назад, примерно в то же время, что и пейджеры. 19 сентября компания Icom заявила о проведении расследования. Через два дня компания сообщила, что «крайне маловероятно», что рации были произведены ими. Менеджер по продажам в дочерней компании Icom в США сказал, что задействованные рации, по-видимому, были контрафактной продукцией.
Сообщалось также о взрывах других электронных устройств, таких как биометрические устройства для считывания отпечатков пальцев, хотя остается неясным, загорелись ли эти устройства от других взрывов или сдетонировали сами по себе.
В ходе второй волны взрывов группа местных жителей напала на автомобили миротворческой миссии ООН в Тире, после чего в дело вмешались ливанские вооружённые силы. По сообщениям, сторонники «Хезболлы» не давали журналистам вести съёмку.

## Погибшие и пострадавшие
По состоянию на 22 сентября 2024 года число погибших в результате двух атак составило 42 человека, более 3500 человек получили ранения.
По меньшей мере 12 человек погибли в первой волне атаки 17 сентября, включая гражданских лиц. Среди погибших был 11-летний мальчик и школьница 9 или 10 лет, идентифицированная некоторыми источниками как дочь одного из членов «Хезболлы», чей пейджер взорвался дома; при схожих обстоятельствах погиб сын члена парламента от партии «Хезболла» Али Аммара. Ранения получили по разным данным от более 3000 до более 4000 человек. The Guardian со ссылкой на источник в службах безопасности Ливана сообщила, что раненые были в основном членами «Хезболлы».
Во второй волне атаки 18 сентября по меньшей мере 30 человек были убиты и 750 получили ранения. У многих раненых были признаки взрыва прямо в лицо, некоторые потеряли один или оба глаза, у других были осколки в мозгу. Министерство здравоохранения Ливана сообщило, что 300 человек потеряли оба глаза, а 500 человек потеряли один глаз. Другие врачи видели серьёзные травмы рук, талии и лица, сообщая о пациентах с оторванными пальцами, ампутированными руками, выпавшими из глазниц глазами и рваными ранами на лице.

## Последствия
По информации агентства Reuters, командование Корпуса стражей исламской революции (КСИР) запретило командирам и бойцам пользоваться любыми средствами связи до дальнейшего распоряжения, одновременно проводя масштабную проверку всех устройств (не только средств связи) и пытаясь выявить израильских агентов в стране, в том числе в рядах КСИР. Были значительно усилены меры безопасности на ядерных и ракетных объектах Ирана.
Расследование газеты Washington Post заявляет, что проведённая спецоперация серьёзно ослабила руководство «Хезболлы», что способствовало принятию Израилем решения об убийстве Хасана Насраллы, лидера группировки.

## Международное право
Жозеп Боррель, верховный представитель ЕС по иностранным делам и политике безопасности, усомнился в законности атак из-за их большого сопутствующего ущерба среди гражданского населения, включая гибель детей. Жанин Хеннис-Плассхарт, специальный координатор ООН по Ливану, также выразила обеспокоенность по поводу законности атаки. Заместитель премьер-министра Бельгии Петра Де Суттер назвала произошедшее «террористической атакой». Бывший директор ЦРУ Леон Панетта также охарактеризовал атаку как «форму терроризма».
В ходе рассмотрения юридических вопросов была предпринята попытка определить, нарушали ли атаки принцип различия, включая запрет на использование мин-ловушек и принцип соразмерности. Большая группа специальных докладчиков ООН совместно с Управлением Верховного комиссара ООН по правам человека заявила, что атаки могут быть военным преступлением на том основании, что они были «направлены на распространение террора среди гражданского населения», а также не отличали защищённых гражданских лиц и нарушали запреты на использование мин-ловушек. Они призвали к расследованию.

## Реакция
«Хезболла» обвинила Израиль во взрывах, которые она назвала «преступной агрессией», и пообещала «справедливое возмездие». Один из представителей «Хезболлы» заявил Национальному агентству новостей, что этот инцидент стал «крупнейшим нарушением безопасности организации».
Высокопоставленный источник в ливанских службах безопасности сообщил газете «Аль-Хадат», что Израиль проник в коммуникационные системы устройств, результатом чего стала их детонация. Канцелярия исполняющего обязанности президента Ливана Наджиба Микати заявила, что этот инцидент является преступным «нарушением суверенитета Ливана» со стороны Израиля. Ливанское правительство обратилось в Организацию Объединённых Наций и некоторые другие страны с просьбой возложить на Израиль ответственность за нападение. Школы в Ливане были закрыты 18 сентября.
Армия обороны Израиля отказалась от комментариев, отвечая на вопросы Associated Press. Начальник Генштаба Израиля Герци Ха-Леви провёл совещание с израильскими генералами, чтобы обсудить «подготовку к оборонительным и наступательным операциям на всех фронтах».
ХАМАС обвинил Израиль во взрывах пейджеров, которые он назвал «преступлением, противоречащим всем законам». В своем заявлении ХАМАС высоко оценил «усилия и жертвы» Хезболлы и сказал, что «этот террористический акт является частью масштабной агрессии сионистского врага в регионе».
Иран назвал операцию «израильским терроризмом» и пообещал оказать медицинскую помощь пострадавшим.
Экс-глава германской разведки Герхард Шиндлер высоко оценил операцию, назвав её «выдающейся». По его мнению, атака была чрезвычайно профессиональной.
США отвергли свою причастность к массовым взрывам и заявили, что не знали о возможных атаках заранее. Соединённые Штаты также призвали Иран воздержаться от ответных действий в связи с взрывами. Пресс-секретарь Белого дома Карин Жан-Пьер подчеркнула необходимость дипломатического решения между Израилем и «Хезболлой».
Air France и Lufthansa приостановили полёты в Тель-Авив, ссылаясь на неопределённую ситуацию с безопасностью, вызванную атаками.
По сообщению официальной радиостанции «Коль Исраэль» 1 мая 2025 года трое агентов «Моссад», участвовавших в операции, зажгли факел на церемонии Дня Независимости Израиля
.

### Комментарии
1. ↑  «Хезболла» признана террористической организацией в Австралии, Австрии, Аргентине, Великобритании, Гватемале, Германии, Гондурасе, Израиле, Канаде, Колумбии, Литве, Нидерландах, Парагвае, Сербии, Словении, США, Чехии, Швейцарии, Эстонии. Военное крыло «Хезболлы» также признано террористической организацией в Европейском союзе, Новой Зеландии, Республике Косово и Франции.
2. ↑  ХАМАС признан террористической организацией в США, ЕС, Великобритании, Канаде, Австралии, Новой Зеландии, Израиле, Аргентине, Японии и Парагвае[21].